# Convertidor de parell

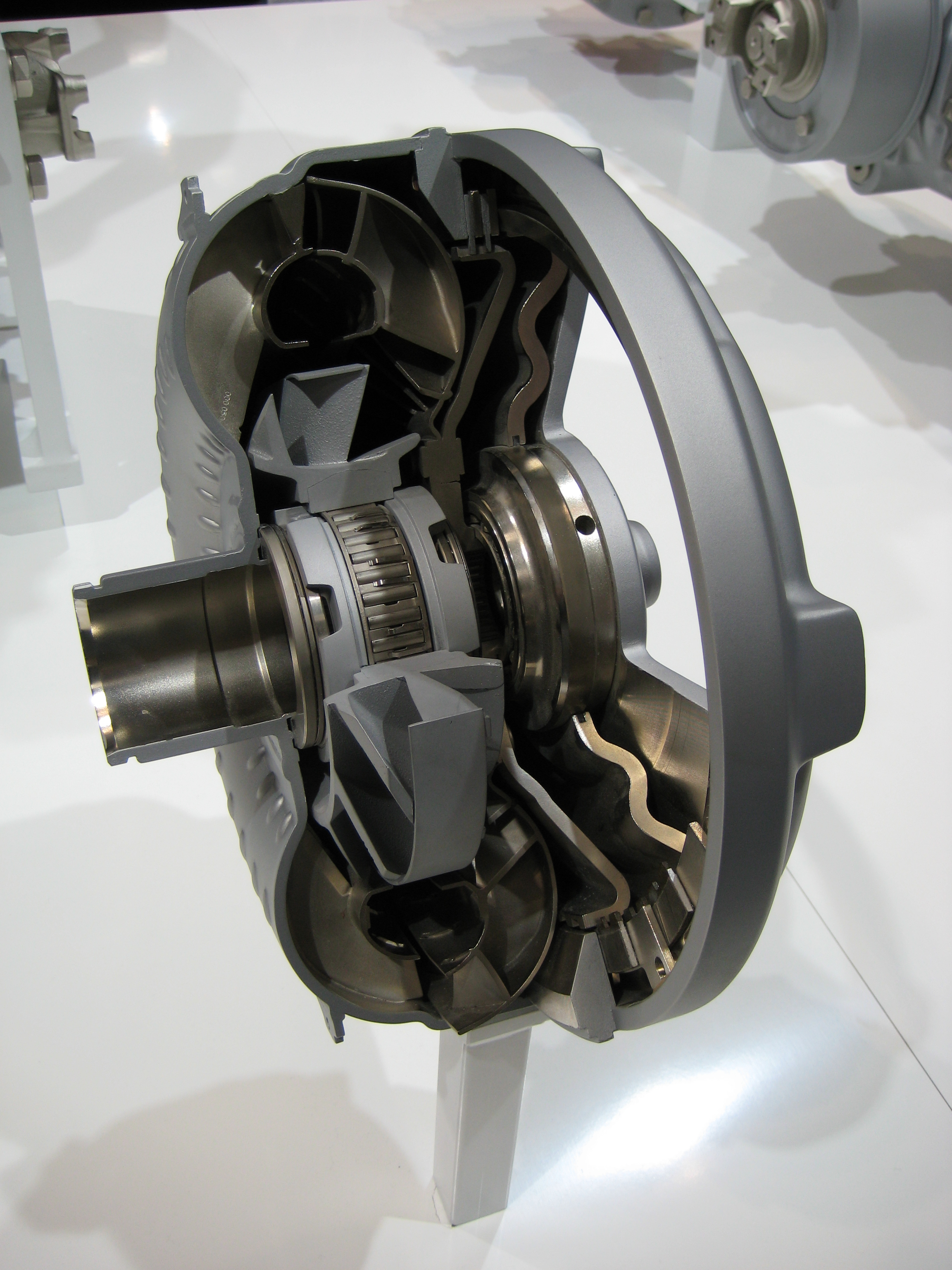
Convertidor de parell marca ZF seccionat.

El  convertidor de parell  hidrodinàmic és una transmissió hidrodinàmica addicional al canvi automàtic.
El constitueix l'element d'entrada del canvi automàtic. El principi del convertidor de parell el va aplicar per primera vegada Hermann Föttinger, l'any 1905, en la construcció naval. Per aquesta raó, el convertidor de parell es designa sovint com convertidor Föttinger.

## El principi del convertidor
Una bomba aspira líquid, l'accelera i l'empeny cap a una turbina. D'aquesta manera, l'energia cinètica es converteix en un moviment giratori mecànic. El convertidor de parell consta de tres components essencials:

## Parts d'un convertidor de parell
- Rodet de bomba: és, al mateix temps, la caixa del convertidor de parell.
- Rodet de turbina: impulsa l'eix de turbina i, amb això, el canvi.
- Estator o reactor: unida per un pinyó lliure amb la caixa del canvi, només pot girar en el mateix sentit que els rodets de bomba i turbina.

El rodet de la bomba gira solidari amb el motor. Per acció de la força centrífuga, l'oli és impulsat cap a fora entre els àleps del rodet de la bomba. El fluid és conduït al rodet de turbina on la seva energia cinètica l'absorbeixen les paletes, les quals fan girar el rodet de la turbina.
El que diferencia un convertidor de parell d'un embragatge hidrodinàmic, és la presència de l'estator, que és el que produeix la multiplicació del parell.

### Funcionament de l'estator
Quan el fluid retorna de la turbina cap a la bomba es troba amb els àleps de l'estator, la disposició intenta impulsar el estator en sentit invers que la turbina. Com l'estator no pot girar en aquest sentit aquesta força se suma a la provocada per la bomba, incrementant el parell transmès pel convertidor.

## Corbes de transmissió de parell
En la fase de conversió, el convertidor de parell transforma la reducció del nombre de revolucions en un augment del parell motor. En el moment d'arrencar el vehicle, al principi només gira el rodet de la bomba (impulsor). La turbina encara està aturada. La diferència de nombre de revolucions - designada com lliscament - és del 100%. En la mesura que l'oli cedeix energia cinètica al rodet de turbina, disminueix el lliscament. El nombre de revolucions de la bomba s'aproxima al de la turbina. El lliscament del convertidor representa el criteri necessari de funcionament en la conversió del parell motor.
En cas d'un lliscament elevat, l'augment del parell motor és màxim, és a dir, en cas d'una gran diferència de nombre de revolucions entre els rodets de la bomba i de la turbina, la roda directriu desvia el corrent d'oli. Per tant, en la fase de conversió, la roda directriu actua fent augmentar el parell motor. En fer-ho, es recolza en la caixa del canvi mitjançant un pinyó lliure. En cas d'un lliscament baix, per tant, si els rodets de la bomba i de la turbina giren aproximadament al mateix nombre de revolucions, la roda directriu ja no actua per augmentar el parell motor. En aquest cas, gràcies al pinyó lliure, ella gira en el mateix sentit que els rodets de la bomba i de la turbina.

## Embragatge d'anul·lació del convertidor de parell
Quan s'arriba a la fase d'embragatge, és a dir, quan la relació del parell motor és 1:1, el convertidor treballa amb pèrdues relativament elevades. El rendiment és, per regla general, d'un 85%; en motors de gran potència i nombres de revolucions elevats, fins i tot arriba a ser d'un 97%. Però per a la transmissió de força sempre es necessita entre un dos i un tres per cent de lliscament, perquè en cas contrari pararia el corrent d'oli. No obstant això, les pèrdues en la transmissió de força sempre repercuteixen en el funcionament econòmic del vehicle. Per aquesta raó, els canvis automàtics moderns van proveïts d'un embragatge d'anul·lació del convertidor de parell, el qual anul segons calgui el convertidor i el posa fora de servei.
L'embragatge d'anul·lació del convertidor de parell està incorporat a la caixa del convertidor de parell. Porta muntat un folre de fricció de forma anular i està unit al rodet de turbina. És pressionat per pressió d'oli contra la caixa del convertidor mitjançant la qual té lloc l'entrada de parell motor. D'aquesta manera es disposa d'una propulsió rígida, exempta de lliscament com un embragatge normal de fricció seca, l'embragatge d'anul·lació del convertidor de parell porta muntat un amortidor de torsió per reduir les vibracions per torsió del motor. La unitat de control del canvi automàtic determina quan s'obre o es tanca l'embragatge d'anul·lació del convertidor de parell. En vehicles amb canvi automàtic, amb un embragatge d'anul·lació del convertidor de parell es pot reduir a la pràctica el consum de combustible en un 2 a un 8%, segons la característica del vehicle i del canvi.